# 성원 (영화)
《성원》은 1999년에 개봉된 홍콩의 로맨스/드라마 영화이다.

## 출연진
- 양파 : 임현제
- 초란 : 장백지
- 닥터 호 : 소영강
- 진보주 : 증지위
- 북극성 입국관리 : 갈민휘
- 초란 언니 : 등취문
- 라디오 DJ : 임산산

## 한국어 더빙 성우진 (MBC, 2000년 11월 19일)
- 박조호 - 양파 (임현제)
- 윤성혜 - 쵸난 (장백지)
- 엄태국 - 호 (소영강)
- 김태훈
- 기경옥
- 이미자
- 이철용
- 정남
- 김용준
- 노계현
- 배정민
- 이상훈
- 채의진